# Сан-Джусто-Канавезе
Сан-Джусто-Канавезе (итал. San Giusto Canavese) — коммуна в Италии, располагается в регионе Пьемонт, в провинции Турин.
Население составляет 3297 человек (2008 г.), плотность населения составляет 361 чел./км². Занимает площадь 9 км². Почтовый индекс — 10090. Телефонный код — 0124.
Покровителем коммуны почитается святой мученик Иуст Новалезский (San Giusto martire).

## Демография
Динамика населения:

## Администрация коммуны
- Официальный сайт: http://sangiusto.canavese.it/